# 9479 Madresplazamayo
9479 Madresplazamayo (2175 P-L) là một tiểu hành tinh vành đai chính được phát hiện ngày 16 tháng 9 năm 1960 bởi C. J. van Houten ở Palomar.